# Shrunken Heads
Shrunken Heads je jedenácté sólové studiové album anglického hudebníka Iana Huntera, vydané v květnu 2007 společnostmi Yep Roc Records a Jerkin' Crocus. Nahráno bylo ve studiu A-Pawling v newyorském Pawlingu, částečně také v Hunterově domácím studiu v Connecticutu, a spolu s Hunterem jej produkoval Andy York. Na albu se podílela řada dalších hudebníků, mezi něž patří například James Mastro, Soozie Tyrell a Jeff Tweedy. S Tweedym se Hunter seznámil několik let před vznikem alba, uvedl, že „v jeho hlasu je zranitelnost, pro kterou by zemřel.“ Jde o Hunterovo první řadové album po šesti letech – předchozí Rant vyšlo v roce 2001. Některá vydání alba obsahovala tři bonusové písně.

## Seznam skladeb
Autorem všech skladeb je Ian Hunter s výjimkou písně „Words (Big Mouth)“, kterou složil spolu s Andym Yorkem (text napsal sám Hunter).
| Pořadí         | Název                              | Délka |
| -------------- | ---------------------------------- | ----- |
| 1.             | Words (Big Mouth)                  | 5:03  |
| 2.             | Fuss About Nothin'                 | 3:44  |
| 3.             | When the World Was Round           | 4:50  |
| 4.             | Brainwashed                        | 3:40  |
| 5.             | Shrunken Heads                     | 7:45  |
| 6.             | Soul of America                    | 4:43  |
| 7.             | How's Your House                   | 4:18  |
| 8.             | Guiding Light                      | 4:09  |
| 9.             | Stretch                            | 4:12  |
| 10.            | I Am What I Hated When I Was Young | 3:05  |
| 11.            | Read 'Em 'N' Weep                  | 5:02  |
| 12.            | Your Eyes (bonus)                  | 3:49  |
| 13.            | Wasted (bonus)                     | 5:05  |
| 14.            | Real or Imaginary (bonus)          | 3:39  |
| Celková délka: | Celková délka:                     | 63:04 |

## Obsazení

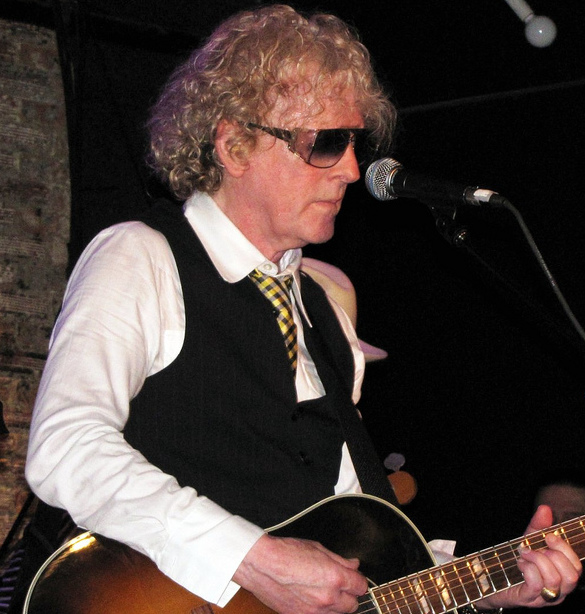
Ian Hunter (2010)

- Ian Hunter – zpěv, kytara, klavír, harmonika, doprovodné vokály
- Andy York – kytara, klavír, banjo, ukulele, elektrické piano, smyčky, doprovodné vokály
- Steve Holley – bicí, perkuse, doprovodné vokály
- Graham Maby – baskytara, doprovodné vokály
- James Mastro – kytara
- Andy Burton – klávesy, elektrické piano, varhany, akordeon, klavír, doprovodné vokály
- Jack Petruzzelli – kytara, mandokytara, Omnichord
- Mark Bosch – kytara
- Soozie Tyrell – housle, smyčce
- Peter Mushay – klávesy
- Rick Tedesco – klavír
- Tony Shanahan – kontrabas
- Mary Lee Kortes – doprovodné vokály
- Christine Ohlman – doprovodné vokály
- A. Buryon – doprovodné vokály
- Jesse Hunter – doprovodné vokály
- Dennis Dunaway – doprovodné vokály
- Jeff Tweedy – doprovodné vokály